# Ella Renzoni
Ella Renzoni (25 maggio 2000) è un'ex sciatrice alpina canadese.

## Biografia
Ella Renzoni, attiva dal novembre del 2016, in Nor-Am Cup ha esordito il 10 dicembre 2017 a Panorama in combinata (23ª), ha conquistato i migliori risultati il 12 e il 13 dicembre 2019 a Lake Louise rispettivamente in discesa libera e in supergigante (6ª) e ha preso per l'ultima volta il via il 6 marzo 2023 a Stratton Mountain in slalom gigante (24ª); si è ritirata durante la stagione 2023-2024 e la sua ultima gara è stata uno slalom gigante universitario disputato il 24 febbraio a Middlebury. Ha partecipato ai Mondiali juniores di Narvik 2020; non ha debuttato in Coppa del Mondo e non ha preso parte a rassegne olimpiche o iridate.

## Palmarès

### Nor-Am Cup
- Miglior piazzamento in classifica generale: 21ª nel 2019

### Campionati canadesi
- 1 medaglia:
  - 1 oro (discesa libera nel 2020)